# 4852 Pamjones
4852 Pamjones è un asteroide della fascia principale. Scoperto nel 1977, presenta un'orbita caratterizzata da un semiasse maggiore pari a 2,3041037 UA e da un'eccentricità di 0,1030247, inclinata di 6,77679° rispetto all'eclittica.